# JR East série KiHa E120
La série KiHa E120 (キハE120形, KiHa E120-gata) est un type d'autorail exploité par la compagnie East Japan Railway Company (JR East) au Japon.

## Description
Les autorails de la série KiHa E120 sont basés sur la série KiHa E130, mais avec deux paires de portes par face au lieu de 3. Huit exemplaires ont été fabriqués par le constructeur Niigata Transys.
L’aménagement voyageurs se compose sièges transversaux au centre et de banquettes longitudinales aux extrémités. Les autorails sont également équipés de toilettes universelles.

## Histoire
Les premiers autorails sont entrés en service en 2008.

## Affectation
Les autorails de la série KiHa 120 sont actuellement affectés à la ligne Tadami. Par le passé, ils ont roulé sur les lignes Ban'etsu Ouest, Hakushin, Shin'etsu, Uetsu et Yonesaka.

## Galerie photos

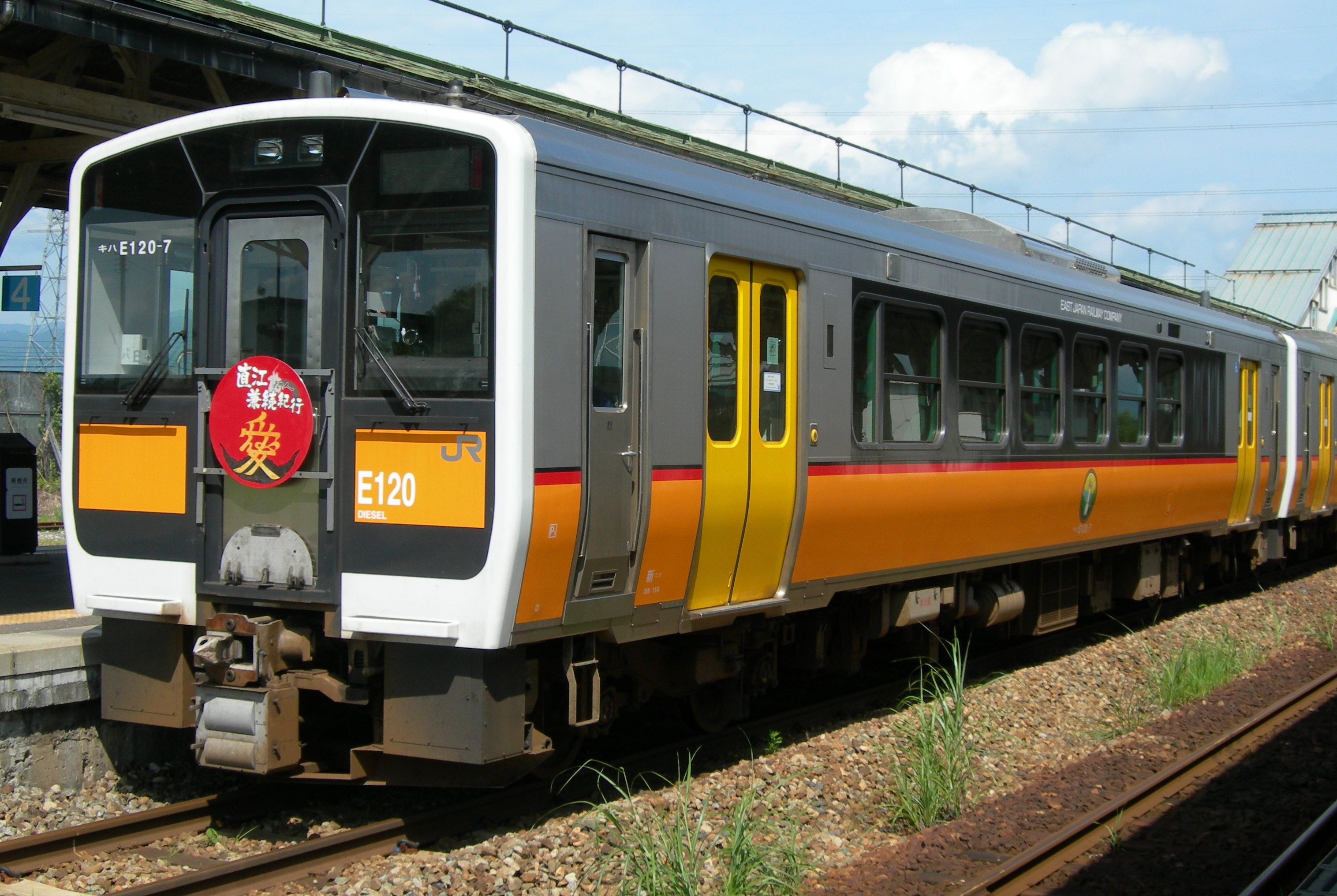
Livrée originale.
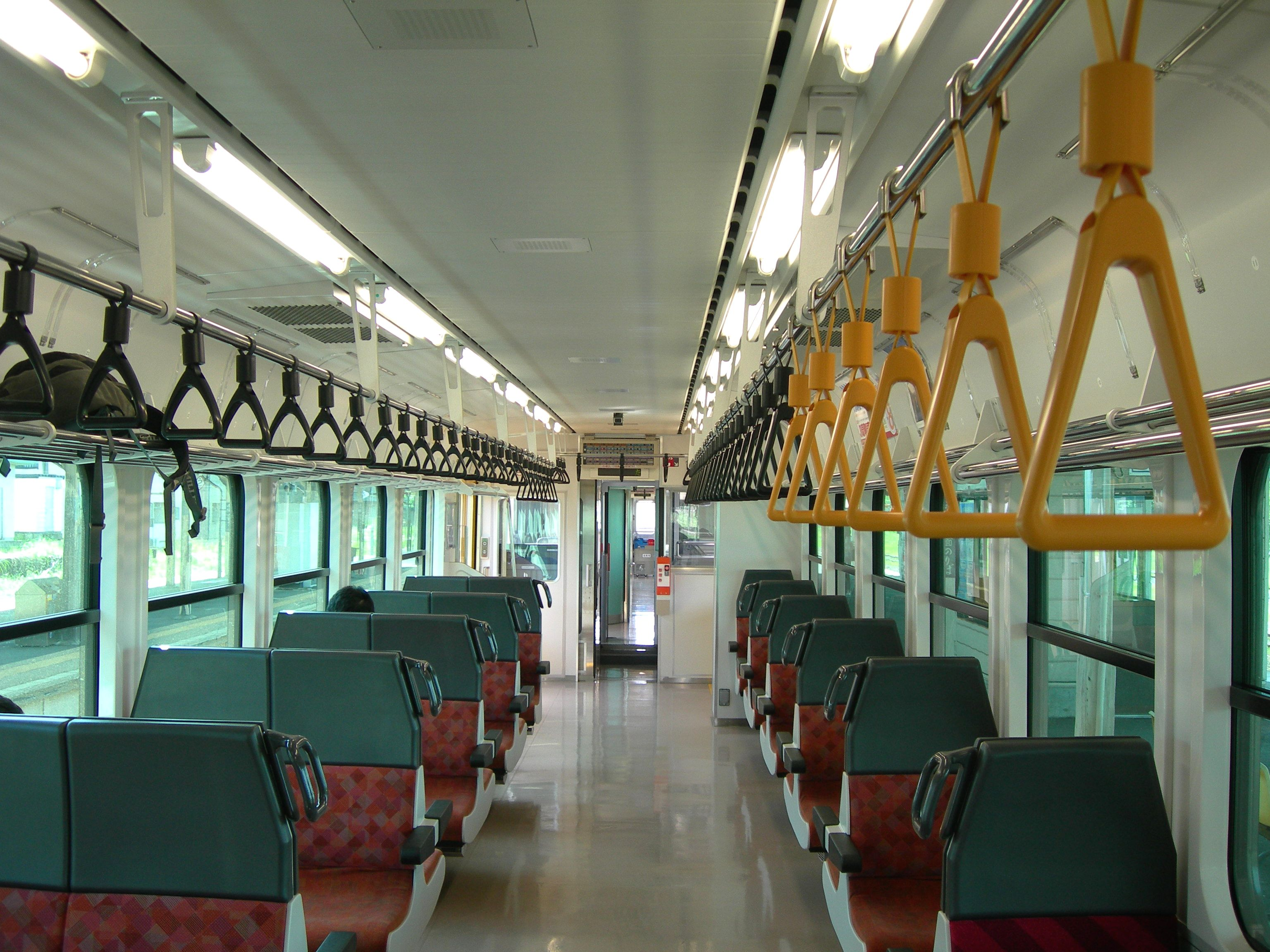
Intérieur d'une voiture.
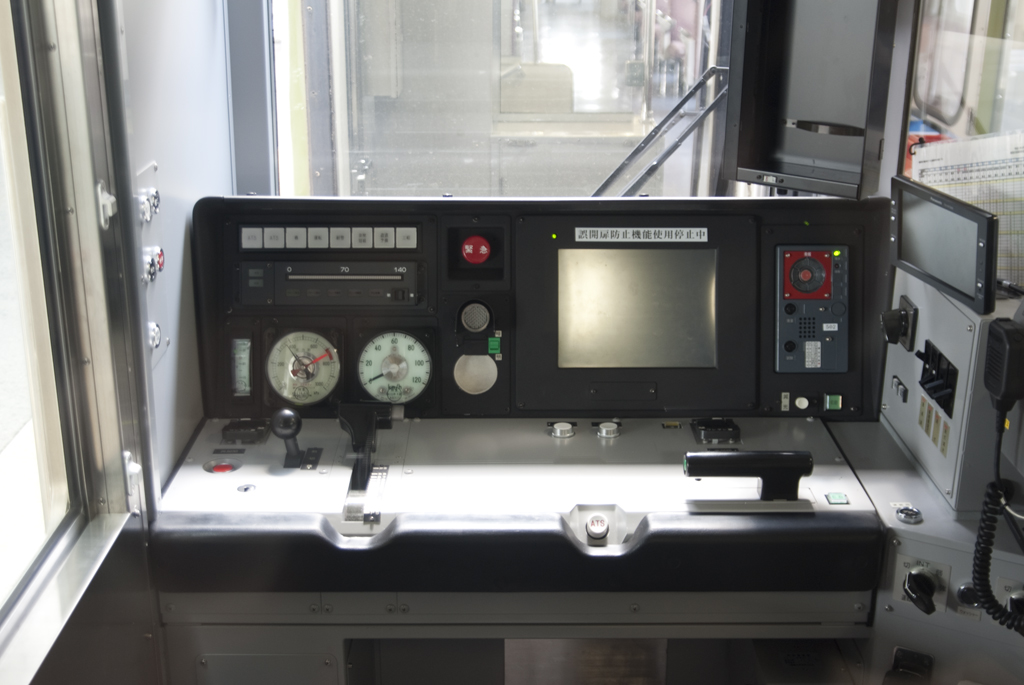
Cabine de conduite.